# Inochi No Chikyuu: Dioxin No Natsu
Inochi No Chikyuu - Dioxin No Natsu (いのちの地球 ダイオキシンの夏? lett. «La Terra della Vita - L'estate della Diossina») è un film d'animazione giapponese del 2001 diretto da Satoshi Dezaki.
Attraverso le esperienze personali di un gruppo di ragazzini undicenni il film ricostruisce, in maniera molto fedele alla realtà, gli eventi che portarono al Disastro di Seveso del 10 luglio 1976, quando un incidente nella fabbrica di prodotti chimici ICMESA, di proprietà della multinazionale Hoffmann-La Roche, provocò la fuoriuscita di una grande quantità di diossina, avvelenando una vasta area della pianura lombarda e provocando un disastro ambientale tra i più gravi della storia.

## Trama
Estate 1976: Giulia Bianchi, Maria, Enrico, Lucio e Angelo sono un gruppo di amici che vivono e studiano nella cittadina lombarda di Seveso, non lontano da Milano.
Le loro vite, tranquillamente divise tra la scuola, i giochi e il divertimento, vengono sconvolte il 10 luglio, il giorno del compleanno di Giulia, quando dallo stabilimento chimico della ICMESA, nel vicino paese di Meda, il collasso di un reattore innesca la fuoriuscita di una misteriosa e minacciosa nube che propagandosi alla vicina Seveso provoca la caduta a terra di una strana coltre di polvere bianca, fastidiosa per la testa e per gli occhi.
Nel giro di una notte la polvere scompare e la nuvola si dirada, e la multinazionale "Hoffmann-La Roche", proprietaria dello stabilimento, annuncia pubblicamente che a seguito dell'incidente nell'aria si sarebbe propagata una grande quantità di triclorofenolo, fastidioso e irritante al contatto ma comunque sostanzialmente innocuo per l'Uomo: così, per giorni, gli abitanti di Seveso seguitano a proseguire le loro vite come se nulla fosse, vivendo all'aperto, frequentando la piscina e mangiando i prodotti dei propri orti.
Ben presto, però, la situazione precipita: gli animali domestici e selvatici iniziano a morire in massa, e alcune persone, soprattutto anziani, cominciano ad ammalarsi senza apparente causa.
Nel tentativo di spiegare il perché di quanto sta accadendo, Giulia e i suoi amici, affiancati dal giornalista giapponese Shiro Ando, iniziano a condurre una propria personale investigazione, che grazie anche alla testimonianza di un operaio della ICMESA, agli studi condotti da un perito chimico di Milano e all'appoggio indiretto del padre di Enrico, il sindaco di Seveso, porta alla luce una terribile verità: la nube propagatasi su Seveso e i comuni vicini era sì composta da triclorofenolo, ma a causa dell'elevata temperatura raggiunta dal composto all'interno del reattore il triclorofenolo si era parzialmente trasformato in qualcosa di infinitamente più pericoloso: la diossina.
Messa di fronte alla verità, la "La Roche" è costretta a riconoscere la vera portata del disastro, e gran parte di Seveso viene evacuata, ma ormai è troppo tardi: molti abitanti, esposti per lungo tempo alla diossina, iniziano ad accusare gravi problemi fisici, mentre il terreno delle zone in cui la polvere era caduta con maggior vigore si scopre talmente contaminato da risultare ormai irrecuperabile.
Come se non bastasse, la comunità scientifica rivela che la diossina, oltre ad essere potenzialmente cancerogena, rappresenta un grave rischio per le donne in gravidanza: l'agente chimico è infatti sospettato di provocare malformazioni nei feti, al punto che il governo italiano è costretto, in via eccezionale, ad autorizzare la pratica dell'aborto (a quell'epoca ancora proibito in Italia) per evitare a molti futuri genitori residenti nei comuni colpiti di avere un figlio deforme o affetto da demenza.
Il prezzo più alto, però, lo pagheranno Maria e Marco, il fratellino di Giulia, sfigurati come molti altri dalla cloracne provocata dalla prolungata esposizione all'agente chimico. Giulia e la sua famiglia, costretti a lasciare la propria casa, vengono ospitati assieme ad altri sfollati negli alberghi di Milano, dove grazie al lavoro di Ando faranno ben presto un'altra, sconvolgente scoperta: non solo il lavoro del giornalista porta alla luce gravi inadempienze da parte della "La Roche", che avrebbe volutamente aggirato le norme di sicurezza per risparmiare sui costi dell'impianto, ma dimostra anche come gli alti dirigenti della multinazionale fossero a conoscenza della reale gravità dell'incidente fin da subito dopo il disastro, ma abbiano volutamente deciso di non dare l'allarme per tentare di evitare conseguenze legali.
Durante una conferenza stampa organizzata dalla multinazionale, Ando, Giulia e gli altri ragazzi sbattono tutte queste prove in faccia ai dirigenti, spiazzandoli e svergognandoli al punto da spingere questi ultimi a ordinare alle guardie di sicurezza di sbatterli fuori dalla sala, ma ormai la reputazione della "La Roche" è compromessa, e le sue colpe di dominio pubblico.
Di lì a breve Anna, la sorella di Giulia, che aveva deciso di non abortire pur conoscendo i rischi per il feto, partorirà una splendida e sana bambina, ma di contro Maria e la sua famiglia decideranno di lasciare Seveso, mentre l'anziana signora Sonia, la migliore amica della famiglia Bianchi, se ne andrà prematuramente, uccisa dagli effetti letali della diossina.

## Personaggi
Giuliana "Giulia" Bianchi
La protagonista virtuale della vicenda, ha undici anni ed è la secondogenita della famiglia Bianchi. Vive nella Zona A, e nei giorni immediatamente successivi all'incidente convincerà il resto del gruppo ad organizzare una propria personale indagine che, grazie all'aiuto di Shiro Ando, porterà alla luce la vere dimensioni del disastro dell'ICMESA e i segreti criminali nascosti dalla "La Roche".
Lucio
Il leader virtuale del gruppo di amici, battagliero e irruento. Vive nella Zona A. Suo fratello maggiore, Tonio, è il veterinario di Seveso, oltre che il marito di Anna, la sorella di Giulia. Eccelle nell'atletica.
Maria
L'altro membro femminile del gruppo, all'interno del quale sembra, all'apparenza, la più benestante. Vive nella Zona B, quindi la sua famiglia non viene inizialmente coinvolta nell'evacuazione. Il suo cane Leo sarà una delle tante vittime della diossina, e lei stessa in un secondo tempo, come molte altre persone, contrarrà la cloracne, una grave lesione della pelle provocata dall'effetto cancerogeno della diossina. Chiusasi in camera per la vergogna, riuscirà a ritrovare il sorriso grazie ai suoi amici, ma poco dopo l'incidente la sua famiglia deciderà di lasciare Seveso e stabilirsi a Milano.
Enrico
Il membro più maturo del gruppo, è il figlio del sindaco di Seveso. Grazie ai discorsi origliati tra il padre e i dirigenti dell'ICMESA è il primo a intravedere le vere dimensioni del disastro ambientale abbattutosi sul paese. Inizialmente ostile al padre, che accusa di non aver dato preventivamente l'allarme lasciando gli abitanti del paese in balia della diossina, dopo un colloquio chiarificatore ritroverà la fiducia in lui e le divergenze si appianeranno. Vive nella Zona R.
Angelo
Il quinto membro del gruppo, vive nella Zona R. All'inizio non sembra prendere troppo sul serio la minaccia costituita dall'incidente dell'ICMESA, ma sarà costretto a ricredersi quando assisterà impotente alla morte di Leo e a tutto quanto ne seguirà. Apparentemente innamorato di Maria, dopo che l'amica si ammalerà di cloracne riuscirà a farle ritrovare sorriso e speranza durante la conferenza stampa indetta dalla "La Roche", prendendo di petto i vertici della multinazionale ed accusandoli a viso aperto di tutto quanto accaduto a Seveso.
Shiro Ando
Un giornalista che lavora presso l'edizione milanese di un giornale di Tokyo. All'inizio viene mandato a Seveso solo per stilare un breve articolo sull'accaduto, ma quando si rende conto della reale portata del disastro decide di andare contro le direttive dei superiori e restare al paese per condurre una vera inchiesta giornalistica. Le sue indagini, coadiuvate anche dall'aiuto del gruppo di ragazzi, saranno fondamentali nello svelare sia la responsabilità criminale della "La Roche" per la fuoriuscita tossica sia il successivo tentativo di insabbiamento da parte dei vertici della multinazionale.
Silvio
Il sindaco di Seveso, e padre di Enrico. A seguito del disastro, pur essendo stato messo al corrente del potenziale disastro ambientale provocato dall'incidente, decide (anche a causa delle informazioni volutamente vaghe fattegli pervenire dai vertici della "La Roche") di non ordinare l'evacuazione di Seveso, permettendo così alla diossina di contaminare e fare ammalare molti degli abitanti. Distrutto dal senso di colpa, quando il figlio e i suoi amici gli spiegano la reale portata del disastro si butta anima e corpo nel lavoro, nel tentativo estremo di salvare quanto resta della sua comunità.
Anna
La sorella maggiore di Giulia. È sposata con Tonio, il fratello di Lucio, e quando avviene l'incidente è incinta di due mesi. A seguito del disastro ambientale, e del successivo rischio contaminazione il governo italiano autorizza momentaneamente le donne di Seveso ad abortire, a causa dell'effetto potenzialmente mutagene e tossico che la diossina può avere sui feti in fase di sviluppo; la donna però, dopo molte esitazioni, deciderà di portare comunque a termine la gravidanza, riuscendo infine a dare vita ad una bambina apparentemente sana.
Signora Sonia
L'anziana vicina di casa di Anna, che si prende cura di lei durante la gravidanza. Subito dopo il disastro viene ricoverata in ospedale, ma a differenza di molte altre persone contaminate dalla diossina le sue condizioni, provate anche da un fisico appesantito dalla vecchiaia, continueranno a peggiorare, degenerando infine in una insufficienza epatica che in sei mesi la ucciderà.